# Robert Pinsky
Robert Pinsky (Long Branch, Nueva Jersey, 20 de octubre de 1940) es un poeta, editor, crítico literario y traductor estadounidense. 
Da clases en el programa de posgrado de escritura de la Universidad de Boston y es el editor de poesía de la revista Slate. 
Pinsky es autor de diecinueve libros, la mayoría de los cuales son colecciones de su propia poesía. En 1997, fue nombrado poeta laureado de los Estados Unidos y consultor de poesía de la Biblioteca del Congreso, puesto en el que permaneció tres años. 
Vive en Cambridge, Massachusetts.
Aparece en un capítulo de Los Simpsons, en el que recita parte del poema Imposible de decir.
13x20: La pequeña Lisa y los Diez Grandes, Little Girl in the Big Ten con Código de producción: DABF15.

## Obras publicadas
Poesía
- Sadness and Happiness (1975)
- And Explanation of America (1980)
- History of My Heart (1984)
- Dying (1984)
- The Want Bone (1990)
- Shirt (1990)
- The Figured Wheel: New and Collected Poems 1966-1996 (1996)
- Jersey Rain (2000)
- Samurai Song (2001)
- Guylf Music: poems (2007)

Prosa
- Landor's Poetry (1968)
- La situación de la Poesía (1977)
- La poesía y el Mundo (1988)
- Los Sonidos de la Poesía (1998)
- Democracia, Cultura, y la Voz de la Poesía (2002)
- La vida de David (2006)
- Thousands of Broadways: Dreams and Nightmares of the American Small Town (2009)

Como traductor

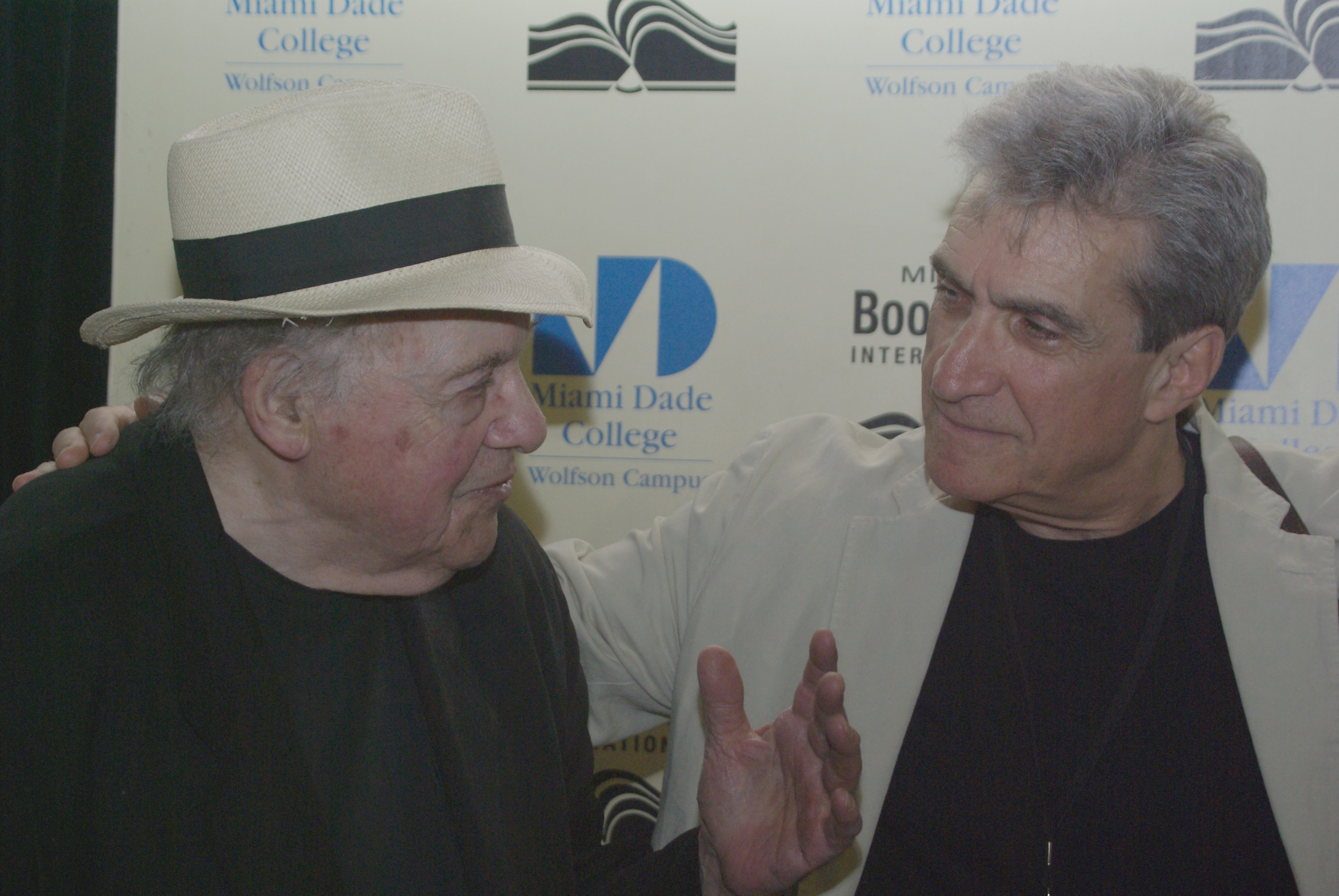
Pinsky (der.) con el poeta Gerald Stern en la Feria Internacional del Libro de Miami 2011

- Los cuadernos de Czeslaw Milosz, con Renata Gorczynski y Robert Hass (1984)
- El infierno de Dante: una nueva traducción en verso (1995)

Como Editor
- Handbook of Heartbreak (1998)
- Los poemas favoritos de los americanos: antología del poema favorito, con Maggie, Dietz (1999)
- Poemas para leer (2002)
- Una Invitación a la poesía (2004)
- Essential Pleasures: A New Anthology of Poems to Read Aloud (2009)

Obras traducidas al español
- Ginza Samba: Poemas escogidos (traducción de Luis Alberto Ambroggio y Andrés Catalán), Madrid-México, Vaso roto, 2014. ISBN 978-84-16193-03-5.

## Eponimia
- El asteroide (8580) Pinsky lleva este nombre en su honor.

- Datos: Q588807
- Multimedia: Robert Pinsky / Q588807